# São Domingos (Santa Catarina)
São Domingos is een gemeente in de Braziliaanse deelstaat Santa Catarina. De gemeente telt 9.611 inwoners (schatting 2009).

## Aangrenzende gemeenten
De gemeente grenst aan Abelardo Luz, Coronel Martins, Entre Rios, Galvão, Ipuaçu, Quilombo, Santiago do Sul, Clevelândia (PR) en Mariópolis (PR).

## Verkeer en vervoer
De plaats ligt aan de weg BR-480/SC-480.